# ۸-هیدروکسی‌گوانوزین
۸-هیدروکسی‌گوآنوسین (به انگلیسی: 8-Hydroxyguanosine) با فرمول شیمیایی C۱۰H۱۳N۵O۶ یک ترکیب شیمیایی با شناسه پاب‌کم ۶۵۱۳۱ است. که جرم مولی آن ۲۹۹٫۲۴ g/mol می‌باشد.